# 키롭스키군 (프리모르스키 변경주)

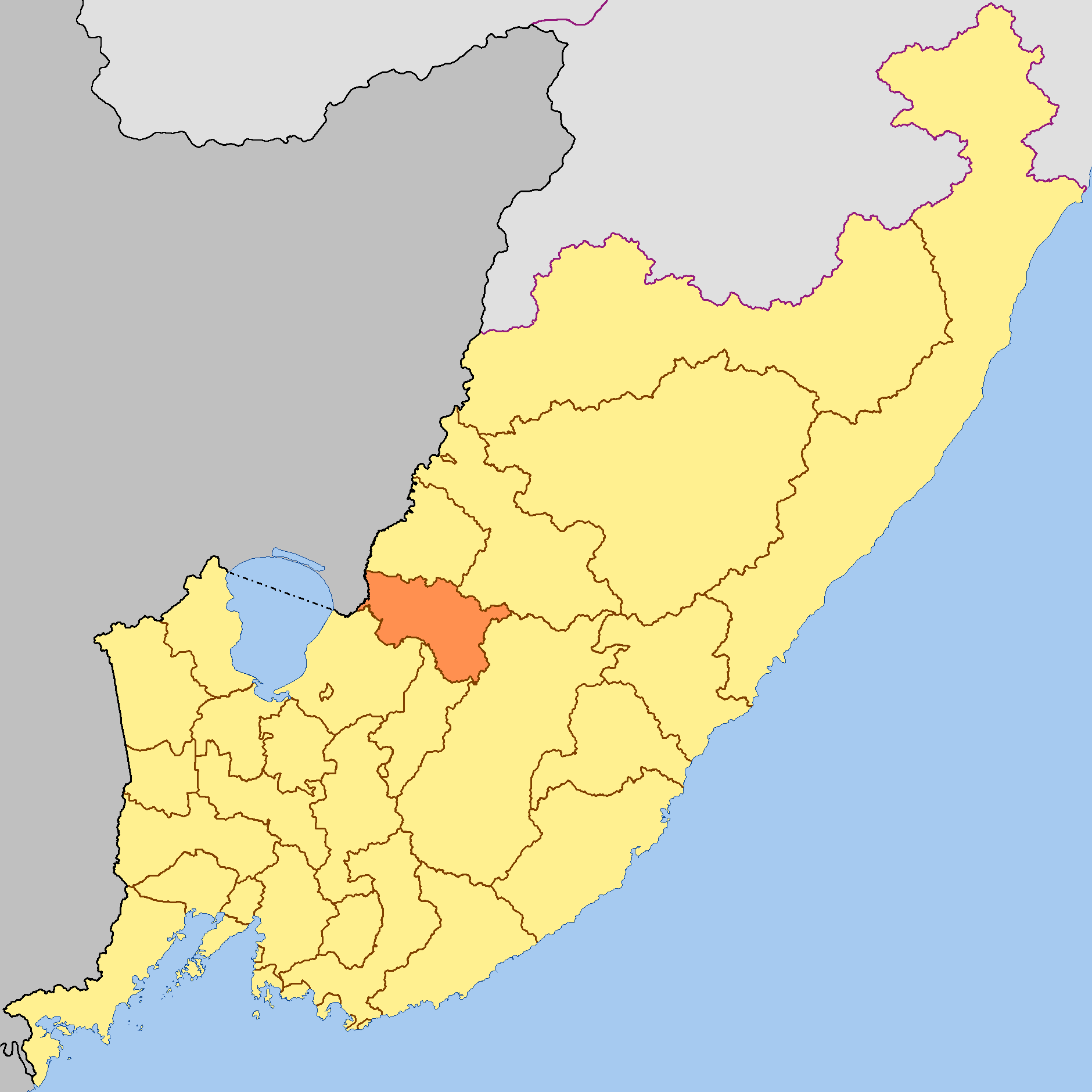
키롭스키군의 위치

키롭스키군(러시아어: Кировский Район)은 러시아 프리모르스키 변경주의 군(Район)이다. 우수리강의 동쪽에 있다. 인구는 30,000(1995년). 군의 절반은 숲으로 덮여 있다.
농업, 양봉, 임업도 행해진다.
화학물질(탄산수소와 칼슘·마그네슘)이 풍부하다.